# Elethyia taishanensis
Elethyia taishanensis là một loài bướm đêm trong họ Crambidae.